# Ириней Комит
Ирине́й Комит (др.-греч. Εἰρηναῖος ὁ κόμης, лат. Ireneus Comes) (?—ум. после 448) — епископ Тира Финикийского (444—448), приверженец еретика Нестория.

## Биография
В 431 году, будучи важным сановником (комитом) сопровождал Нестория на Эфесский собор, где был его главным и идейным защитником.
В 435 году был сослан в изгнание в Петру Аравийскую, где написал «Трагедию Иринея», часть которой сохранилась до начала двадцатого века. В этом произведении восхваляются Несторий, его сторонники и его учение, упрекаются Феодорит Кирский и Иоанн Антиохийский за уступчивость православным.
Пробыл некоторое время в изгнании, в 444 году назначен епископом Тирским.
Последователи Кирилла были недовольны тем, что Домн рукоположил вельможу Иренея (двоежёнца и друга Нестория) в епископа Тира. Но Прокл признал хиротонию законной. В этом александрийцы увидели укрепление несторианства и начали ему противодействовать.
17 февраля 448 года император издал указ против несторианства. Этим указом Ириней был смещён с кафедры за двоежёнство.

А чтобы все из опыта узнали, какое негодование возбуждают в нашем величестве ревнители нечестивой несториевой ереси, мы постановляем Иринея, — по этой причине некогда навлекшего наш гнев и затем, не знаем как, после вторичного, как мы известились, брака сделавшегося, вопреки апостольским правилам, епископом города Тира, — изгнать из святой Тирской церкви и, по снятии с него одежды и имени священника, дозволить ему жить в тишине только на его родине.— 
Написал не сохранившийся отчёт о делах Эфесского собора.

### Комментарии
1. ↑  Цитата из указа императора приводится в переводе на русский язык по исследованию Глубоковского[6] с переводом в современную орфографию.